# Estela Costa Gomes
Maria Estela Veloso de Antas Varajão da Costa Gomes (Santa Maria Maior, Viana do Castelo, 23 de Março de 1927 – Oeiras, 4 de Março de 2013) foi Primeira-dama de Portugal, esposa do antigo presidente da República Portuguesa Francisco da Costa Gomes.

## Biografia
Era professora. O casamento deu-se a 8 de Dezembro de 1952, na Sé de Viana do Castelo. O casal teve apenas um filho, Francisco Varajão da Costa Gomes, nascido a 16 de Agosto de 1956, Militante Comunista, falecido na segunda metade da década de 80, solteiro e sem geração.
Maria Estela foi retratada por Henrique Medina em 1957. No quadro, intitulado "Retrato Noiva de Viana", Maria Estela traja uma "saia com bastas e barra de veludo preto, bordados a vidrilho, avental de veludo preto, também bordado a vidrilho. O quadro foi adquirido pela Câmara Municipal de Viana do Castelo em Junho de 2014.
Estela acompanhou o seu marido em várias visitas oficiais, principalmente à Europa.
Após a morte do filho e do seu marido, em 2001, e até à sua morte, em 2013, no Lar das Forças Armadas em Oeiras, Estela viveu na solidão. Foi cremada no cemitério de Rio de Mouro.

### Condecorações[1]
- Primeira Classe da Ordem de 23 de Agosto da Roménia (15 de Abril de 1976)